# Arkaditilla
Arkaditilla (лат.) — род ос-немок из трибы Trogaspidiini (Mutillidae). 6 видов. Юго-Восточная Азия. Назван в честь доктора биологических наук А. С. Лелея за его крупный вклад в исследование перепончатокрылых насекомых.

## Описание
Длина тела самцов 11—15 мм. Основная окраска чёрная с рыжеватыми отметинами в передней части брюшка.
Лоб пунктированный; вертекс округло наклонён кзади; постгенальный мостик уплощенный; гипостомальный киль простой, без зубца; наличник дорсально приподнят; прементум без бугорка. Мандибулы на вершине двузубые, снизу вырезаны в базальный зубец; внутренний край расширен, образуя суббазальный зубец; дорсо-боковой киль резкий, не изогнутый. Скапус снизу с двумя продольными килями, густо пунктирован или преимущественно гладкий с редкими точками на вершине между килями; жгутик с жёлтыми или красновато-коричневыми отметинами снизу; F1 длиннее F2, вдавлен, за исключением A. bagrada с цилиндрическим F1. Мезосома чёрная; нотаули присутствуют, достигают передней 1/3 — 1/2 мезоскутума; параскутальный киль образует сзади слабо приподнятый округлый бугорок; задний край тегулы слегка выступает над транскутальным сочленением, не загибается назад; мезоскутеллюм равномерно выпуклый, точечно-сетчатый; мезоплевра разделена поперечной бороздкой на дорсальную и вентральную выпуклости; проподеум плавно наклонен кзади, без сублатерального продольного валика; проподеальный дорсо-боковой край без зубчиков.
Самки и биология неизвестны.

## Классификация и этимология
Известно 6 видов. Род был впервые описан в 2021 году японским энтомологом Juriya Okayasu (Ehime University, Matsuyama; Hokkaido University, Sapporo, Япония).
Этот новый род принадлежит к бывшему таксону Petersenidiini, поскольку вальвы пениса симметричны, и кроме новых видов включает некоторые виды из родов в Krombeinidia и Petersenidia. Однако самцы Arkaditilla отличаются от самцов Krombeinidia и Petersenidia тем, что у них жвалы с суббазальным внутренним зубцом (внутренний край жвал сплошной у Krombeinidia и Petersenidia), базипарамеры передневентрально пильчатые (цельные у Krombeinidia и Petersenidia) и дигитус на дорсальном краю пластинчатый (дигитус цилиндрический у Krombeinidia и Petersenidia). Внутри Trogaspidiini самцы этого нового рода и Serendibiella имеют сходные жвалы с суббазальным внутренним зубом, но первый отличается от последнего наличием гипостомального киля без бугорка (присутствует у Serendibiella), мезококса равномерно выпуклая (с боковым вздутием у Serendibiella), стернит S2 без боковой войлочной линии (присутствует у Serendibiella), S8 уплощенный (с сублатеральным продольным килем у Serendibiella) и вальвы пениса симметричны (правая вальва пениса длиннее, чем левая у Serendibiella).
Родовое название Arkaditilla дано в честь доктора биологических наук, профессора и заслуженного деятеля науки РФ А. С. Лелея за его крупный вклад в исследование перепончатокрылых насекомых.
- Arkaditilla bagrada  (Cameron, 1902) (Индонезия, Малайзия)
- Arkaditilla depressicornis  (Mickel, 1935) (Малайзия)
- Arkaditilla frim Okayasu, 2021 (Малайзия)
- Arkaditilla gibba Okayasu, 2021 (Индонезия)
- Arkaditilla leleji Okayasu, 2021 (Индонезия)
- Arkaditilla nallinia  (Zavattari, 1914) (Индонезия)